# Pavel Winternitz
Pavel Winternitz (25. července 1936 Praha – 13. února 2021 Montreal) byl česko-kanadský fyzik a matematik. Poslední léta působil jako profesor na montreálské universitě (Centre des recherches mathématiques, CRM).

## Život
Pavel Winternitz byl synem lékaře Maxe Winternitze a vnukem Moritze Winternitze, významného rakousko-českého indologa a etnologa. Jeho matka se za svobodna jmenovala Alma Marušková a pocházela ze severočeského Hrádku nad Nisou. Vyrůstal v Praze, dětství ale strávil v Anglii, kam jeho rodiče emigrovali před nacistickou okupaci (1939–1945). Po maturitě na pražském gymnáziu získal v roce 1955 stipendium na studium jaderné fyziky v Sovětském svazu na universitě Puškina v Leningradě dnes Sankt Petersburg. Do roku 1955 v Československu nebylo prakticky možno studovat a rozvíjet jakýkoliv obor jaderného výzkumu. Teprve po politickém uvolnění a Mezinárodní konferenci o atomové energii v Ženevě ve zmíněném roce byla nejen založena Mezinárodní agentura pro atomovou energii (zkráceně MAAE), ale Sovětský svaz dovolil rozvoji tohoto oboru i v jeho satelitních státech. Při tom velkoryse podporoval i zakládání vědeckých ústavů a škol, jakož i výuku studentů a aspirantů.
Po ukončení studia v roce 1960 s vyznamenáním pracoval v Ústavu jaderného výzkumu (ÚJV) v Řeži u Prahy. V roce 1962 se oženil s Miladou roz. Pejclovou, se kterou měl dva syny (dvojčata) Petra a Michala. V letech 1962–1968 pobýval na služební pobytu ve Spojeném ústavu jaderných výzkumů v Dubně u Moskvy. Pracoval zde na problematice rozptylu elementárních částic. Roku 1966 promoval pod vedením sovětského fyzika Jakova A. Smorodinského. Téma jeho disertace bylo Anwendungen der Darstellungstheorie der Lorentzgruppe auf die Berechnung relativistischer Streuamplituden in der Elementarteilchenphysik.

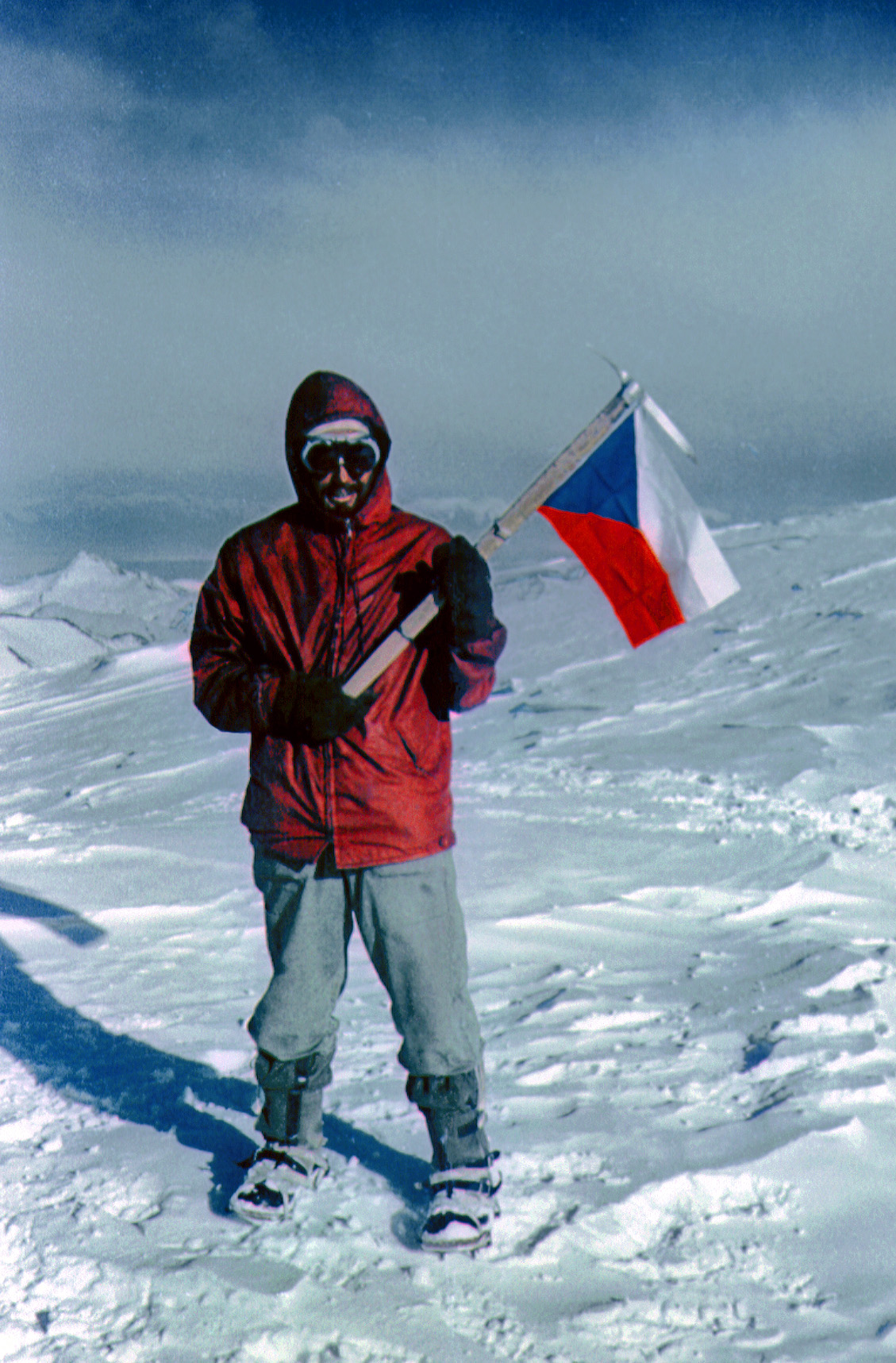
Pavel Winternitz v Pamíru

Studium v Lenigradě a pracovní pobyt v Dubně umožňoval cestovat a poznávat Sovětský svaz v rozsahu, jaký běžným turistům v té době nebyl myslitelný. Winternitz takto navštívil Kavkaz a kavkazské republiky, pohoří Ťan-šanu a středoasijské republiky. V roce 1965 se Pavel Winternitz zúčastnil spolu s jinými českými kolegy (Marta a Mirek Malý, Rostislav Caletka, František Lehar) ze Spojeného ústavu jaderných výzkumu horolezecké expedice na Pamír, a výstupem na 7134 metrů výsoký Pik Lenina vyrovnali tehdejší československý výškový rekord, přičemž Marta Malá držela svůj ženský rekord až do roku 1977.
Jeho pobyt v Dubně skončil v roce 1968, krátce před vpádem vojsk Varšavské smlouvy do tehdejšího Československa. Bezprostředně po tom odešel se svou rodinou do Anglie, později do USA a nakonec roku 1972 do Kanady, kde působíl na Montrealské universitě, od roku 1984 jako řádný profesor.
Profesor Pavel Winternitz patříl k nejcitovanějším fyzikům českého původu. Po roce 1989 navštěvoval pravidelně Českou republiku, navázal úzké kontakty s českými a slovenskými vědci (které v mnoha případech nebyly nikdy zpřetrhány) a aktivně působíl na ČVUT. V roce 2001 obdržel cenu za teoretickou fyziku v jaderném centru v Dubně, o rok později byl oceněn CAP/CRM-cenou za teoretickou fyziku Kanadské Asociace Fyziků (CAP). V roce 2006 mu byl udělen na ČVUT čestný titul doktor honoris causa. V roce 2011 obdržel narodní cenu „Patria“, dosud nejvyšší vědecké vyznamenání udělované vládou České republiky. Cena se uděluje občanům působícím v zahraničí za mimořádný počin v oblasti základního výzkumu.